# Business Proposal
Business Proposal (hangul: 사내맞선) (bra: Pretendente Surpresa) é uma série de televisão sul-coreana do gênero comédia romântica baseada na webtoon de mesmo nome escrita por HaeHwa e ilustrado por Narak. Dirigido por Park Seon-ho e escrito por Han Seol-hee e Hong Bo-hee, é estrelada por Ahn Hyo-seop, Kim Se-jeong, Kim Min-kyu e Seol In-ah. O drama conta a história de Shin Ha-ri, uma funcionária de uma empresa alimentícia que aceita ir a um encontro às cegas no lugar de sua amiga, mas descobre que seu acompanhante é, na verdade, o CEO de sua empresa. A série contou com um total de 12 episódios exibidos pela SBS TV, sendo exibidos todas as segundas e terças-feiras às 22h (KST), entre 28 de fevereiro a 5 de abril de 2022. Ela também está disponível em plataformas de streaming, como a Netflix, mas somente em regiões selecionadas.

## Sinopse
Após Shin Ha-ri (Kim Se-jeong) se apaixonar por um colega de trabalho e descobrir que ele já é comprometido, ela fica deprimida e se consolar com sua amiga Jin Young-seo (Seol In-ah), uma mulher jovem oriunda de uma família abastada. Para a infelicidade de Young-seo, sua família está obrigando-a a ir em encontros à cegas e, para contornar seu problema, ela convence Ha-ri a ir em seu lugar. Ha-ri acaba por aceitar o pedido da amiga, mas se espanta ao descobrir que, no local marcado, seu encontro é com o CEO da empresa onda ela trabalha atualmente, Kang Tae-mu (Ahn Hyo-seop). Tae-mu não está interessado no amor ou na ideia de ficar comprometido, ele apenas está participando desses encontros por insistência de seu avô, o fundador do Geumhwa Group. Por ser muito dedicado e viciado em seu trabalho, Tae-mu fez a escolha de se casar com a primeira mulher que conhecesse para não ter que ofuscar seu objetivos profissionais. Enquanto Shin Ha-ri e Kang Tae-mu eram forçados a fingir um relacionamento, Ha-ri frequentemente se sentia constrangida e tentava de toda as formas evitar ser vista por seus colegas de trabalho, temendo que descobrissem a verdade. Ela fazia de tudo para esconder sua situação hilárias e embaraçosas para não levantar suspeitas. No entanto, á medida que passavam mais tempos juntos, os sentimentos entre os dois começaram a mudar. O que antes era apenas uma fachada para manter as aparências e cumprir um acordo, lentamente se transformou em algo real e profundo. Ambos perceberam que, através de seus momentos compartilhados e das dificuldades que enfrentaram juntos, aquele relacionamento que começou como uma farsa evoluiu para um amor verdadeiro e incondicional. A química entre eles se tornou inegável, e o que inicialmente parecia impossível - um amor genuíno surgindo de uma situação forjada - tornou-se a base para um vínculo que nenhum dos dois poderia mais negar.             

## Elenco

### Principal
- Ahn Hyo-seop como Kang Tae-moo[3]
  - Park Jae-joon como Kang Tae-moo jovem[4]

O novo CEO da Go Food, subsidiária da chaebol fundada por seu avô. Depois de se formar na Universidade de Harvard, ele ingressou na Go Food, trabalhou em uma filial no exterior e retornou recentemente à Coreia. Ele é forçado a ir em um encontro às cegas por seu avô, que quer vê-lo se casar logo.
- Kim Se-jeong como Shin Ha-ri[5]

Uma pesquisadora que faz parte da Equipe de Desenvolvimento Alimentar 1 da Go Food. Ela aceitar substituir sua amiga, Young-seo, em um encontro às cegas.
- Kim Min-kyu como Cha Sung-hoon[6]

Secretário-chefe da Go Food de Tae-mu. Ele cresceu em um orfanato patrocinado pela empresa controladora da Go Food, que foi fundada pelo avô de Tae-mu, e desenvolveu um vínculo fraterno com Tae-mu.
- Seol In-ah como Jin Young-seo[7]

Melhor amiga de Ha-ri e filha única do presidente do Marine Group, controladora da Marine Beauty, onde trabalha como líder da equipe de marketing. Ela pede a Ha-ri para substituí-la em um encontro às cegas com Tae-mu, já que ela quer ir em busca de seu verdadeiro amor.

### De apoio

#### Pessoas ao redor de Tae-moo
- Lee Deok-hwa como Presidente Kang Da-goo[8]

Avô de Kang Tae-mu e fundador da holding da Go Food, Geumhwa Group. Ele quer ver seu neto se casar e por isso tenta mandá-lo para vários encontros às cegas.

#### Pessoas ao redor de Ha-ri
- Choi Byung-chan como Shin Ha-min[9]

O irmão mais novo de Ha-ri.
- Kim Kwang-kyu como Shin Joong-hae[10]

Pai de Ha-ri e Ha-min. Ele e sua esposa são donos de uma churrascaria.
- Jung Young-joo como Han Mi-mo[11]

Mãe de Ha-ri e Ha-min. Ela e o marido são donos de uma churrascaria.
- Song Won-seok como Lee Min-woo[12]

Colega de Ha-ri da universidade e seu amor não correspondido por sete anos, ele agora trabalha como chef.
- Bae Woo-hee como Go Yoo-ra[13]

Namorada de Min-woo, uma food stylist.

#### Funcionários da Go Food
- Kim Hyun-sook como Yeo Eui-ju[14]

A gerente da Equipe de Desenvolvimento Alimentar 1. Uma mulher talentosa com uma personalidade charmosa e forte.
- Kim Ki-hong como Gye-bin[15]

O vice-gerente da Equipe de Desenvolvimento Alimentar 1. Ele geralmente busca oportunidades para avançar em sua carreira.
- Yoon Sang-jeong como Kim Hye-ji[16]

Uma funcionária que faz parte da Equipe de Desenvolvimento Alimentar 1.
- Yoo Eui-tae como líder do Departamento de Desenvolvimento Alimentar.[17]

#### Personagens de novela "Be Strong, Geum-hee"
- Noeul como Shin Geum-hui[18]

A protagonista principal na popular série de televisão fictícia "Be Strong, Geum-hui"
- Joo Hui-jae como Gwang-bok[19]

O protagonista principal na popular série de televisão fictícia "Be Strong, Geum-hui"
- Seo Kwon-sun como Sra. Oh[20]

Uma personagem da popular série de televisão fictícia "Be Strong, Geum-hui"

#### Outros
- Seo Hye-won como Jo Yoo-jung[21]

O diretor da Marine Beauty e primo de Jin Young-seo. Ela e Young-seo são muito competitivos em relação aos negócios da faília.

### Participações especiais
- Kim Won-sik como Sr. Park (Ep. 1)[22]

Ele é filho de um amigo próximo do presidente Kang Da-goo e ex-diretor da Go Food. Ele foi demitido por Kang Tae-moo por aceitar subornos.
- MeloMance como eles próprios (Ep. 3)[23]
- Lee Ki-young como o pai de Jin Young-seo (Ep. 3, 10–12)[24][25]

O presidente do Marine Group.
- Lee Ki-hyuk como Shin Jung-woo (Ep. 4–6)[26]

Vizinho de Jin Young-seo que é designer de móveis.
- Tei como dono de um food truck de hambúrgueres (Ep. 6) [27]
- Kim Young-ah como Jin Chae-rim (Ep. 8–9)[28]

A diretora do Museu de Arte Marine, tia de Jin Young-seo e mãe de Jo Yoo-jung.
- Hwang Bo-ra como Hwang Bo-ra (Ep. 9)[29]

Uma repórter da STN que entrevista Shin Ha-ri e Lee Min-woo.
- Kim Jung-young como "Madre", uma freira e cuidadora do orfanato onde Cha Sung-hoon cresceu (Ep. 9–10)[30]

## Produção

### Desenvolvimento
Business Proposal foi inicialmente lançada como uma web novel no KakaoPage entre 2017 e 2018 pela escritora HaeHwa, que ganhou muitos seguidores, desde sua estreia em 2012, por abordar temas "não convencionais" em seus romances digitais. Suas histórias se concentram, principalmente, no crescimento emocional de mulheres que foram prejudicadas por suas famílias e como elas dão um jeito de se reerguer e manter uma estabilidade emocional. Os romances também tratam da questão da dificuldade de se tornar independente dos pais na Coreia do Sul. Em relação à Business Proposal, HaeHwa disse que a escreveu "com a mentalidade de que é fácil de ler, o conteúdo é animado e é bom transformá-la em uma web comic", adotando, portanto, uma abordagem mais clássica do gênero romance, ao mesmo tempo em que faz a personagem principal Shin Ha-ri uma mulher "independente". A web novel se tornou viral, alcançando um total de 450 milhões de visualizações em todo o mundo, incluindo 160 milhões somente na Coreia do Sul, até o final de fevereiro de 2022. Devido à sua crescente popularidade, ela foi posteriormente adaptada para uma webtoon desenvolvido pelo ilustrador Narak em 2018.
A série de televisão foi criada pelo produtora StudioS, co-escrita por Han Seol-hee e Hong Bo-hee, dirigida por Park Seon-ho e co-produzida pela Kross Pictures e a Kakao Entertainment. O drama foi o primeiro projeto do diretor Park Seon-ho como freelancer após sair da SBS. Park admitiu que estava preocupado sobre como explicar a incapacidade de Kang Tae-moo de não saber dizer as diferenças entre Shin Ha-ri e Shin Geum-hui, a identidade fictícia que Ha-ri utilizava para, mais tarde, não ser reconhecida em seu ambiente de trabalho. Ele e sua equipe decidiram introduzir novas cenas, como Ha-ri tentando evitar contato visual com Tae-moo e a cena de perseguição com o sapato de Ha-ri, uma alusão à Cinderela, para "tornar o fluxo mais natural e a história mais realista". Mudanças adicionais incluíram destacar a competência de Ha-ri em seu trabalho para enfatizar "que Tae-moo seria incapaz de se igualar a Ha-ri e Geum-hui por causa de sua forte impressão". A roteirista Han Seol-hee, mais conhecida por seus trabalhos e colaborações em séries de comédia, afirmou que o que diferencia Business Proposal de outras histórias de "casamentos arranjados" é seu "senso de humor único". Ela o considera o elemento mais importante e, por isso, Han disse que deu menos importância à química dos personagens para manter o foco nas piadas e nos momentos mais engraçados enquanto escrevia o roteiro.

### Escolha de elenco e gravação

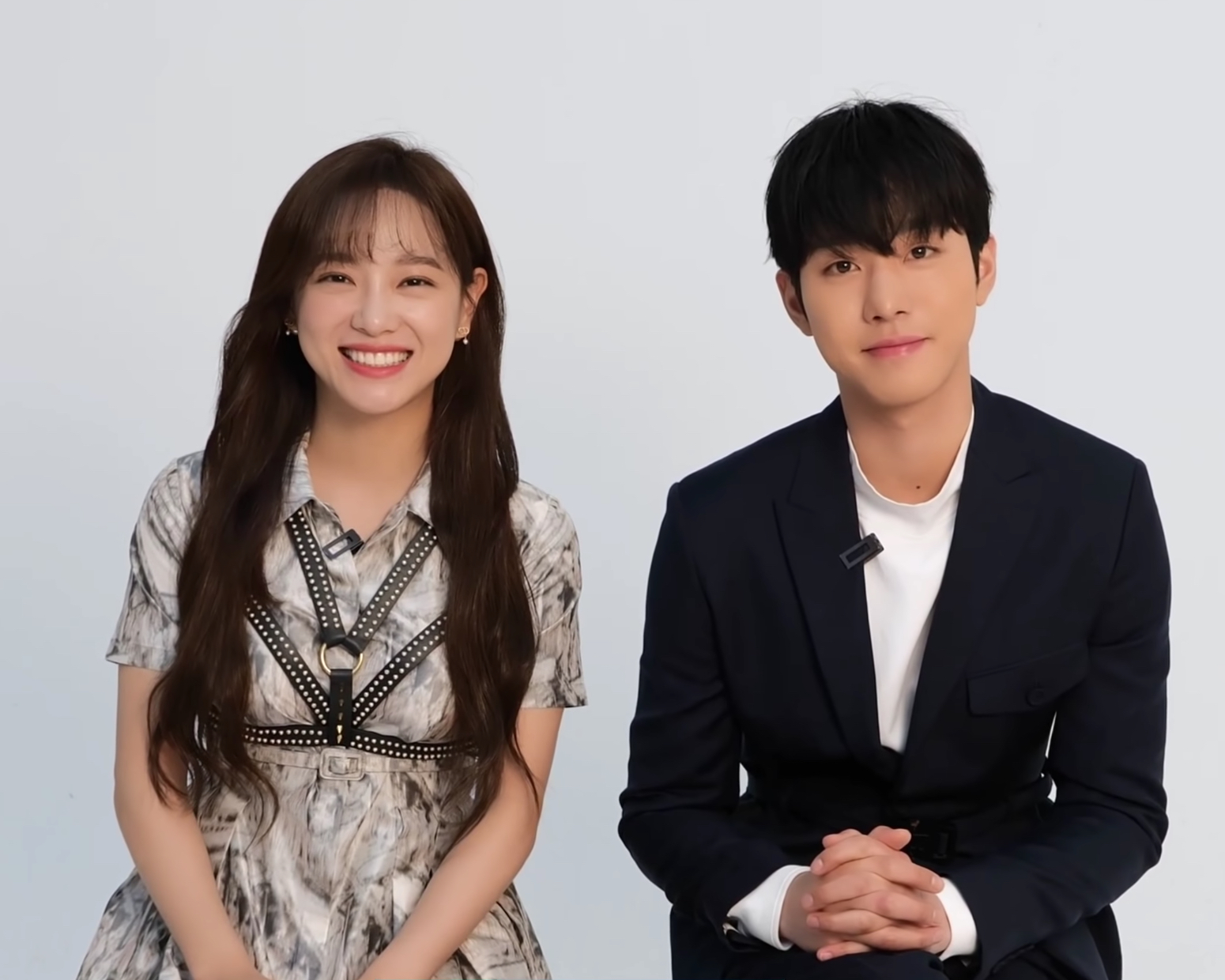
A atriz Kim Se-jeong e o ator Ahn Hyo-seop em entrevista para a Marie Claire, fevereiro de 2022

Entre março e maio de 2021, a mídia espalhou que Ahn Hyo-seop e Kim Se-jeong receberam propostas para estrelarem na série de televisão e estavam decidindo seguir em frente. No segundo semestre de 2021, a Kakao Entertainment confirmou a escalação de ambos os atores, ao mesmo tempo que as respectivas agências de Seol In-ah e Kim Min-kyu anunciavam que ambos estrelariam na produção. Nos meses seguintes, Kim Kwang-kyu, Jung Young-joo e Yoon Sang-jeong foram selecionados para papéis coadjuvantes, enquanto a roteirista Han Seol-hee recomendou diretamente Kim Hyun-sook, com quem ela já havia trabalhado em Ugly Miss Young-ae, para participar da série. No dia 18 de janeiro de 2022, foram divulgadas fotos da leitura do roteiro. Alguns dos locais de filmagem do drama incluem o Yongin Daejanggeum Park, Heyri Art Valley e o 1004 Yacht no condado de Sinan.

### Lançamento
A série foi originalmente programada para ser lançada em 21 de fevereiro de 2022. No entanto, o cronograma das filmagens havia sofrido alterações devido a COVID-19 e a data de estreia foi adiada por uma semana, para 28 de fevereiro de 2022. Business Proposal foi ao ar na SBS TV, contando com 12 episódios exibidos todas as segundas e terças-feiras às 22h (KST) até o dia 5 de abril de 2022. A série também foi incluída no catálogo da Netflix, mas em regiões selecionadas, em 21 de fevereiro de 2022.
Um episódio especial, consistindo dos melhores momentos dos seis primeiros episódios, foi transmitido em 19 de março de 2022, com comentários do elenco principal.

## Trilha sonora

### Álbum
O álbum de trilha sonora de Business Proposal, coordenado e selecionado pelo músico Park Se-joon, inclui 12 músicas, das quais dez foram lançadas anteriormente como singles durante a exibição do drama, e 23 partituras. Notavelmente, o álbum traz canções dos artistas Seo Jae-ha, Kim Young-seong e Han Jun. O álbum foi lançado digitalmente em 6 de abril de 2022, após o final da exibição oficial da série. As pré-encomendas de versões físicas começaram a partir de 28 de março de 2022, e o álbum foi lançado oficialmente em 19 de abril na internet.
O álbum alcançou a posição número 11 na Gaon Album Chart e em abril de 2022, 14.499 cópias do álbum foram vendidas no total.

#### Lista de faixas
| CD 1           |                                               |                      |                                            |                                         |         |  |
| N.º            | Título                                        | Letras               | Música                                     | Artista                                 | Duração |  |
| 1.             | "Love, Maybe" (사랑인가 봐)                   | Kim Min-seok         | MeloMance                                  | MeloMance                               | 3:05    |  |
| 2.             | "Sweet" (스윗해)                              | Gadeul               | Anne Maxx Song Wonjun                      | Lee Mu-jin                              | 3:36    |  |
| 3.             | "You Are Mine"                                | Gadeul               | Aaron Kim Isaac Han Walter Pok D'tour      | Victon                                  | 3:27    |  |
| 4.             | "Sun Shower" (여우비)                         | Ha Joon Park Se-joon | Seo Jae-ha Kim Young-seong Park Se-joon    | Movning                                 | 4:16    |  |
| 5.             | "Melting"                                     | Gadeul Zaydro        | Zaydro                                     | BamBam (Got7)                           | 3:04    |  |
| 6.             | "Love, Maybe" (사랑인가 봐)                   | Kim Min-seok         | MeloMance                                  | Dita, Zuu, Soodam (Secret Number)       | 3:05    |  |
| 7.             | "Fall in Love" (사랑이 내 안에 들어와)        | Lee Da-hyun          | Ranic Lee Da-hyun                          | Jihan ( Weeekly ) Park So-eun (Weeekly) | 3:19    |  |
| 8.             | "Closer"                                      | Woo Ji-hoon          | Woo Ji-hoon                                | Song Ha-yea                             | 3:58    |  |
| 9.             | "Whatever You Want"                           | Han Seung-yun Gadeul | Han Seung-yun                              | Han Seung-yun                           | 4:16    |  |
| 10.            | "Spring Breeze" (봄바람처럼 날 찾아와)        | Gadeul               | Park Young-min Yoon Byung-joo Ko Deok-joon | New (The Boyz)                          | 3:44    |  |
| 11.            | "It's Up To You"                              | Park Se-joon Han Jun | Red Socks Inan                             | Moon Su-jin                             | 4:28    |  |
| 12.            | "Love, Maybe" (사랑인가 봐; Acoustic version) | Kim Min-seok         | MeloMance                                  | Kim Se-jeong                            | 3:05    |  |
| Duração total: | Duração total:                                | Duração total:       | Duração total:                             | Duração total:                          | 43:23   |  |

| CD 2           |                             |                               |         |  |
| N.º            | Título                      | Música                        | Duração |  |
| 1.             | "Be Mine"                   | Woo Ji-hoon Park Se-joon      | 1:05    |  |
| 2.             | "Cream Shake"               | Kim Min-ji Park Se-joon       | 2:00    |  |
| 3.             | "Forest Of Memories"        | Lee Nyeom Park Se-joon        | 2:42    |  |
| 4.             | "Never Ending Falling Down" | Woo Ji-hoon Park Se-joon      | 2:01    |  |
| 5.             | "Peaches On The Bed"        | Song Jin-seok Hwang Seung-pil | 1:39    |  |
| 6.             | "Modern Show"               | Song Jae-kyung Park Se-joon   | 1:34    |  |
| 7.             | "To Find You"               | Kim Dong-hyuk Choi Moon-seok  | 2:57    |  |
| 8.             | "Awkward Situation"         | Yoo Hee-hyun Park Se-joon     | 1:44    |  |
| 9.             | "In The West"               | Na Sang-jin Park Se-joon      | 1:51    |  |
| 10.            | "Damn It"                   | Kim Tae-hwan Park Se-joon     | 1:52    |  |
| 11.            | "Let Us Go"                 | Woo Ji-hoon Park Se-joon      | 1:38    |  |
| 12.            | "Lemonade"                  | Kim Min-ji Park Se-joon       | 1:23    |  |
| 13.            | "Ullala Ullala"             | Kim Dong-hyuk Choi Moon-seok  | 1:52    |  |
| 14.            | "My Honey Dream"            | Lee Nyeom Park Se-joon        | 3:33    |  |
| 15.            | "After All"                 | Yu Hui-hyeon Park Se-joon     | 3:27    |  |
| 16.            | "BongKuRa"                  | Kim Tae-hwan Park Se-joon     | 2:01    |  |
| 17.            | "Candle Light"              | Na Yoon-sik Park Se-joon      | 2:45    |  |
| 18.            | "Hi Kid"                    | Woo Ji-hoon Park Se-joon      | 1:20    |  |
| 19.            | "My Beauty"                 | Gim Dong-hyuk Choi Moon-seok  | 2:01    |  |
| 20.            | "Samba Girl"                | Kim Min-ji                    | 1:53    |  |
| 21.            | "God Of Love"               | Lee Nyeom                     | 2:17    |  |
| 22.            | "Terrible Mistake"          | Song Jin-seok Hwang Seung-pil | 1:52    |  |
| 23.            | "Acoustic Romance"          | Woo Ji-hoon Park Se-joon      | 2:07    |  |
| Duração total: | Duração total:              | Duração total:                | 47:34   |  |

### Singles
Dez singles foram lançados do álbum de 28 de fevereiro a 3 de abril de 2022. "Sweet" de Lee Mu-jin foi o primeiro single a ser lançado e alcançou a posição 169 no Gaon Digital Chart. Uma faixa especial, "Love, Maybe", escrita e cantada por MeloMance foi lançada em 18 de fevereiro, antes da exibição do drama. A música foi um sucesso comercial, estreando no Gaon Digital Chart na posição 148 e subindo até quarta posição na lista. Ela também alcançou a posição seis no K-pop Hot 100 da Billboard. Em 4 de abril de 2022, a atriz principal Kim Se-jeong compartilhou um clipe dela e de sua co-estrela, Ahn Hyo-seop, cantando uma música juntos, que mais tarde se tornou viral no Twitter. No dia seguinte, uma versão acústica de "Love, Maybe" cantada por Kim foi lançada como bônus. A canção alcançou a posição 108 no Gaon Digital Chart.

#### Desempenho nas paradas
| Título                                                                                    | Ano  | Melhor posição nas paradas | Melhor posição nas paradas |
| Título                                                                                    | Ano  | KOR                        | KOR                        |
| Título                                                                                    | Ano  | Gaon                       | Hot                        |
| ----------------------------------------------------------------------------------------- | ---- | -------------------------- | -------------------------- |
| "Sweet" (스윗해) (Por Lee Mu-jin)                                                         | 2022 | 169                        | —                          |
| "Love, Maybe" (사랑인가 봐) (Por MeloMance)                                               | 2022 | 4                          | 6                          |
| "Love, Maybe" (사랑인가 봐; Acoustic version) (Por Kim Se-jeong)                          | 2022 | 108                        | —                          |
| "—" denota uma gravação que não entrou nas paradas ou não foi lançada naquele território. |      |                            |                            |

## Recepção

### Sucesso comercial
Durante sua exibição, Business Proposal quase dobrou seus números de audiência, registrando seus índices mais altos no nono episódio. Segundo Nielsen Korea, a série registrou 11,4% de audiência total nacional em seu último episódio. Ela também ficou em primeiro lugar no relatório Content Power Index (CPI), com uma avaliação de 357,7 pontos na primeira semana de abril de 2022. Após seu lançamento na Netflix, Business Proposal estreou em sexto lugar na lista de programas de TV estrangeiros mais assistidos na semana de 7 a 13 de março. Na semana seguinte alcançou o primeiro lugar, onde permaneceu por três semanas consecutivas, registrando 32,5 milhões de horas assistidas na semana de 28 de março a 3 de abril. Tornou-se a primeira série coreana produzida e originalmente lançada por uma empresa daquele país a chegar ao topo das paradas da Netflix. O drama foi muito bem sucedido na Ásia, sendo a série alta em vários países, incluindo Indonésia, Japão, Tailândia, Vietnã, Hong Kong, Malásia, Filipinas e Singapura, enquanto ficou em segundo lugar na Índia e no Sri Lanka, na semana de 28 de março a 3 de abril.
Após o sucesso da série, a Kakao Entertainment informou que o webtoon era agora o segundo quadrinho romântico mais popular já lançado em sua rede, enquanto as visualizações da web novel original aumentaram dez vezes mais após a estreia do drama. Além disso, ambos ocuparam os primeiros lugares como as histórias mais visualizadas na Kakao durante a exibição do drama.

### Resposta da crítica
Apesar das preocupações iniciais de adaptar uma webtoon em um drama para a TV, Business Proposal recebeu um feedback positivo por sua forma de abraçar os clichês do gênero romcom e transformá-los, no fim, em uma "comédia pastelão". Quincy LeGardye, do Vulture, individuou pelo menos dez tropos típicos do gênero romance usados para qualquer um dos dois principais casais apresentados na série e comentou que o drama toma "decisões inteligentes" sobre o que subverter e o que abraçar. A familiaridade da história, derivada do uso de clichês comuns, ao lado de seus personagens "únicos e adoráveis" foram apontados como os pontos fortes e centrais da série.
A série também foi elogiada por sua forma de retratar a questão do molka (câmeras ocultas) na Coreia do Sul. A personagem de Seol In-ah, Jin Young-seo, é vítima de filmagens ilegais quando seu vizinho coloca uma câmera espiã em uma lâmpada que ele lhe deu como presente de boas-vindas. Embora muitas vezes na ficção a vítima reaja "passivamente" e deixe que outros resolvam a situação por ela, na série, Young-seo denuncia o crime à polícia e traz consigo as provas. Também ficou claro que a punição sob a atual lei sul-coreana para o crime não é suficiente pelas palavras do policial com quem Young-seo fala. Além disso, em muitas séries televisivas, as gravações ficcionais ilegais são frequentemente transmitidas, geralmente mostrando a mulher a perder a consciência e por vezes expondo partes do seu corpo. Em vez disso, Business Proposal evita retratar a situação explicitamente. Após o incidente, Young-seo passa por um trauma e, por conta disso, não consegue usar banheiros públicos por medo de ser filmada, mostrando como é difícil para as vítimas superar o medo. Com sua influência como membro da segunda geração de uma família chaebol, o personagem de Kang Tae-moo consegue reunir os depoimentos de outras vítimas do vizinho de Young-seo e o processa, comprando também a empresa onde trabalha e demitindo-o. Alguns críticos também destacaram como a mulher tem que contar com um homem no final para resolver seus problemas, embora "teria deixado uma sensação mais agradável" se ela tivesse "vingado" a si mesma. Além disso, a situação na qual levou o romance de Young-seo com Cha Sung-hoon foi criticada.

### Audiência
| Temporada | Temporada | Ep. 1 | Ep. 2 | Ep. 3 | Ep. 4 | Ep. 5 | Ep. 6 | Ep. 7 | Ep. 8 | Ep. 9 | Ep. 10 | Ep. 11 | Ep. 12 | Ep. 13 |
| --------- | --------- | ----- | ----- | ----- | ----- | ----- | ----- | ----- | ----- | ----- | ------ | ------ | ------ | ------ |
|           | 1         | 0.835 | 1.273 | 1.458 | 1.589 | 1.535 | 1.866 | 1.837 | 2.138 | 2.124 | 2.149  | 2.016  | 2.106  | 1.744  |

| Ep. | Data de transmissão original | Parcela média de audiência | Parcela média de audiência | Parcela média de audiência |
| Ep. | Data de transmissão original | Nielsen Korea              | Nielsen Korea              | TNmS                       |
| Ep. | Data de transmissão original | Nacional                   | Seul                       | Nacional                   |
| --- | ---------------------------- | -------------------------- | -------------------------- | -------------------------- |
| 1 | 28 de fevereiro de 2022      | 4.9% (17º)                 | 5.4% (15º)                 | 4.9% (17º)                 |
| 2 | 1 de março de 2022           | 6.5% (12º)                 | 7.2% (11º)                 | 6.1% (14º)                 |
| 3 | 7 de março de 2022           | 8.1% (6º)                  | 8.2% (5º)                  | 5.9% (12º)                 |
| 4 | 8 de março de 2022           | 8.7% (4º)                  | 8.9%(4º)                   | 6.9% (9º)                  |
| 5 | 14 de março de 2022          | 8.1% (6º)                  | 8.6% (4º)                  | 7.6% (10º)                 |
| 6 | 15 de março de 2022          | 10.1% (4º)                 | 10.5% (3º)                 | 8.5% (7º)                  |
| 7 | 21 de março de 2022          | 9.9% (4º)                  | 10.7% (4º)                 | 9.1% (7º)                  |
| 8 | 22 de março de 2022          | 10.8% (3º)                 | 11.6% (3º)                 | 9.2% (6º)                  |
| 9 | 28 de março de 2022          | 11.6% (4º)                 | 12.4% (4º)                 | 8.7% (7º)                  |
| 10 | 29 de março de 2022          | 11.6% (3º)                 | 12.1% (3º)                 | 9.8% (5º)                  |
| 11 | 4 de abril de 2022           | 10.6% (4º)                 | 11.0% (4º)                 | 9.2% (6º)                  |
| 12 | 5 de abril de 2022           | 11.4% (4º)                 | 11.9% (3º)                 | 9.7% (5º)                  |
| Média | Média                        | 9.36%                      | 9.88%                      | 7.97%                      |
| - Na tabela acima, os números em azul representam a audiência média mais baixa e os números em vermelho representam a audiência média mais alta. |                              |                            |                            |                            |

## Prêmios e indicações
| Cerimônia de premiação | Ano  | Categoria                                                                   | Nomeado(s)/Trabalho(s)                                       | Resultado | Ref.    |
| ---------------------- | ---- | --------------------------------------------------------------------------- | ------------------------------------------------------------ | --------- | ------- |
| APAN Star Awards       | 2022 | Melhor Casal                                                                | Kim Se-jeong e Ahn Hyo-seop                                  | Indicado  | [ 95 ]  |
| APAN Star Awards       | 2022 | Melhor Trilha Sonora                                                        | "Love, Maybe" MeloMance                                      | Indicado  | [ 95 ]  |
| APAN Star Awards       | 2022 | Melhor Trilha Sonora                                                        | "Sweet" Lee Mu-jin                                           | Indicado  | [ 95 ]  |
| APAN Star Awards       | 2022 | Prêmio de Excelência, Ator em uma Minissérie                                | Ahn Hyo-seop                                                 | Indicado  | [ 96 ]  |
| APAN Star Awards       | 2022 | Prêmio de Excelência, Atriz em uma Minissérie                               | Kim Se-jeong                                                 | Indicado  | [ 96 ]  |
| Korea Drama Awards     | 2022 | Melhor Atriz Revelação                                                      | Bae Woo-hee                                                  | Venceu    | [ 97 ]  |
| MAMA Awards            | 2022 | Melhor Trilha Sonora                                                        | "Love, Maybe" MeloMance                                      | Venceu    | [ 98 ]  |
| SBS Drama Awards       | 2022 | Melhor Casal                                                                | Kim Se-jeong e Ahn Hyo-seop                                  | Venceu    | [ 99 ]  |
| SBS Drama Awards       | 2022 | Melhor Casal                                                                | Kim Min-kyu e Seol In-ah                                     | Venceu    | [ 99 ]  |
| SBS Drama Awards       | 2022 | Prêmio de Excelência, Ator em Minissérie de Romance/Comédia Dramática       | Kim Min-kyu                                                  | Venceu    | [ 100 ] |
| SBS Drama Awards       | 2022 | Prêmio de Alta Excelência, Ator em Minissérie de Romance/Comédia Dramática  | Ahn Hyo-seop                                                 | Venceu    | [ 101 ] |
| SBS Drama Awards       | 2022 | Prêmio de Alta Excelência, Atriz em Minissérie de Romance/Comédia Dramática | Kim Se-jeong                                                 | Venceu    | [ 101 ] |
| SBS Drama Awards       | 2022 | Melhor Elenco Coadjuvante                                                   | Yoon Sang-jeong, Kim Se-jeong, Kim Hyun-sook and Lim Ki-hong | Indicado  | [ 102 ] |
| SBS Drama Awards       | 2022 | Prêmio de Excelência, Atriz em Minissérie de Romance/Comédia Dramática      | Seol In-ah                                                   | Indicado  | [ 103 ] |

## Remake
A ViuTV adquiriu os direitos para recriar Business Proposal. Estrelada pelos membros da boy band chinesa Mirror, Anson Lo e Edan Lui, a adaptação estreará na ViuTV e na plataforma de streaming Viu em 27 de novembro de 2023.